# Чечотт, Генрих Оттонович
Генрих Оттонович Чечотт (пол. Henryk Czeczott; 30 июня 1875, Санкт-Петербург, Россия — 1928 год, Фрайберг, Германия) — русский, советский и польский учёный, специалист по горному делу, организатор горнообогатительной промышленности в СССР.

## Биография
Родился 30 июня 1875 года в Санкт-Петербурге в семье русского психиатра польского происхождения Оттона Антоновича Чечотта. Его старший брат, Альберт Чечотт (1873—1955) впоследствии стал инженером путей сообщения.
В 1894 году окончил Пятую Санкт-Петербургскую гимназию и поступил в Санкт-Петербургский горный институт, который окончил в 1900 году. Затем в 1901—1908 годах работал в Главном горном управлении. В 1909 году вернулся в институт на преподавательскую работу, был назначен адъюнктом по кафедре горного искусства. В том же году Ч. посетил Германию, где занимался изучением обогащения полезных ископаемых во Фрайбергской горной академии, побывал предприятиях, изготовлявших горно-обогатительное оборудование. В 1914 году был командирован в США, где поступил на старший курс обогатительного отделения Массачусетского технологического института, где в течение 3-х месяцев слушал лекции Р. Х. Ричардса.
По возвращении в Петербург защитил диссертацию по проблемам обогащения руд. В 1915 году стал экстраординарным профессором Санкт-Петербургского горного института. В институте читал лекции по механической обработке полезных ископаемых, написал «Курс механической обработки полезных ископаемых», а также еще 64 научные работы, основная часть которых касалась непосредственно вопросов обогащения. В 1920 году по его инициативе в Горном институте была учреждена первая в стране кафедра обогащения полезных ископаемых.
К Чечотту часто обращались руководители крупных горнопромышленных предприятий с просьбой провести экспертизу, консультацию, разработать проект обогатительной фабрики. Только в с 1916—1922 годах под его руководством было выполнено 14 проектов обогатительных фабрик.
Г. О. Чечотт постоянно выезжал в командировки по России и за границу, выступал с лекциями, в которых пропагандировал достижения обогатительного дела. В 1916 г. он организовал первую в России обогатительную лабораторию. В 1918—1919 годах по его проекту была создана испытательная станция с полупромышленными аппаратами — отсадочной машиной, круглым концентратным столом и деревянной флотационной машиной. Результаты испытаний стали исходным материалом для проектирования обогатительных фабрик. Такие проекты были выполнены в специальном производственном бюро, также организованном Чечоттом В лаборатории и испытательной станции под руководством Чечотта прошли подготовку многие инженерные кадры. После Октябрьской революции созданные Чечоттом учреждения не прекратили работу. В 1920 году проектное бюро было преобразовано в Институт механической обработки полезных ископаемых; его директором стал Чечотт.
В 1922 году эмигрировал из РСФСР в Польшу, где стал профессором Краковской горной академии (1922—1928). В Польше опубликовал 43 научных труда, внеся этим существенный вклад в польскую науку о переработке полезных ископаемых. Одновременно в Петрограде в 1924—1929 годах издавался его фундаментальный труд «Обогащение полезных ископаемых».
В 1928 году выехал, по поручению Товарищества эксплуатации калиевых солей Польши, в Германию и Испанию, однако не добрался до места назначения, скончавшись 6 июня 1928 года во Фрайберге от заражения крови. Его тело было перевезено в Польшу и захоронено на Евангелическом кладбище в Варшаве.

## Семья

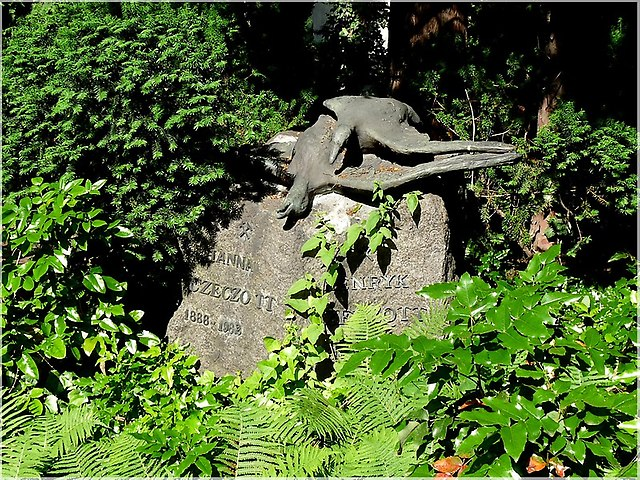
Могила Генриха и Ханны Чечоттов на Евангелическом кладбище Варшавы

Супруга — Ханна Чечоттова (урождённая Перетяткович), польский палеоботаник и фитогеограф.

## Память
- В 1984 году Сенат Горно-металлургической академии имени Станислава Сташица учредил премию имени Генриха Чечотта за выдающиеся достижения в области горного дела и в смежных областях[2].
- В 1985 году в честь Чечотта была названа угольная шахта[пол.] в Силезском воеводстве, закрытая в 2005 году.
- В 1994 году распоряжением мэра Санкт-Петербурга А. Собчака на здании Механобра была установлена памятная доска в честь Г. О. Чечотта[3].

## Вклад в науку
Г. О. Чечотт создал научную школу по обогащению полезных ископаемых. В частности, он сформулировал и обосновал принцип, по которому дробление и измельчение полезных ископаемых проводится в строгом соответствии с размером вкраплений в него отдельных компонентов. Он разработал метод графического определения зависимости между конечной скорости падения в воду минерального зерна, его диаметром и плотностью (диаграмма Чечотта), вывел формулу, впоследствии названную его именем, согласно которому вес минимальной пробы пропорциональна квадрату диаметра максимального куска изучаемого материала.